# Volo Sriwijaya Air 182
Il volo Sriwijaya Air 182 era un volo passeggeri di linea nazionale dall'aeroporto Internazionale di Giacarta-Soekarno-Hatta all'aeroporto Internazionale Supadio, in Indonesia. Il 9 gennaio 2021, un Boeing 737-524 operante il volo precipitò nel Mar di Giava, vicino alle Mille isole, poco dopo essere decollato da Giacarta.
Le ricerche del velivolo partirono immediatamente, con l'ausilio dei pescherecci locali. Il recupero del relitto e dei dati delle scatole nere si concluse ufficialmente il 30 marzo 2021.
La causa principale dell'incidente venne individuata in un guasto occorso al sistema di gestione dell'automanetta che, unitamente alle azioni correttive dei piloti inadeguate e tardive, portarono alla perdita di controllo del velivolo.

## L'aereo
Il velivolo coinvolto era un Boeing 737-524 denominato dalla compagnia "Citra", numero di serie 27323, numero di linea 2616. Volò per la prima volta nel maggio 1994 e venne consegnato a fine mese alla Continental Airlines. Passato alla United Airlines a seguito della loro fusione, il jet venne acquisito dalla Sriwijaya Air nel maggio 2012. Era spinto da 2 motori turboventola CFMI CFM56-3B1. Al momento dell'incidente, l'aereo aveva quasi 27 anni di servizio.

## Passeggeri ed equipaggio
L'aereo trasportava 56 passeggeri e 6 membri dell'equipaggio, tutti di nazionalità indonesiana, inclusi sette bambini e tre neonati. Nella conferenza stampa tenuta congiuntamente nel pomeriggio del 9 gennaio dal Ministero dei trasporti e dall'Agenzia nazionale di ricerca e salvataggio (BASARNAS), venne riportato che il volo 182 trasportava 50 passeggeri e 12 membri dell'equipaggio.
L'equipaggio era composto dal comandante Afwan e dal primo ufficiale Diego M., oltre a quattro assistenti di volo. Il rapporto rilasciato al pubblico indicò che altri 6 membri dell'equipaggio, inclusi un comandante e un ufficiale di volo, erano a bordo dell'aereo.
Il carico presente sull'aereo è stato confermato essere di 500 kg.

## L'incidente
Gli orari sono espressi secondo l'orario di Giacarta, UTC+7.
L'aereo doveva decollare dall'aeroporto Internazionale di Giacarta-Soekarno-Hatta a Tangerang, Banten, alle 13:25, e l'arrivo previsto all'aeroporto Internazionale Supadio nei pressi di Pontianak, Kalimantan Occidentale, era alle 15:00. A causa di ritardi, l'aereo decollò dalla pista 25R alle 14:36.
Il volo 182 stava salendo verso i 13 000 piedi (4 000 m) quando virò bruscamente a destra ed entrò in una picchiata. Il controllore del traffico aereo (ATC), notando l'anomala manovra, chiese ai piloti di riferire le loro condizioni, ma non ricevette alcuna risposta. Secondo i dati di volo di AirNav Radarbox, intorno alle 14:40 l'aereo subì un rapido calo di altitudine, passando da 10 900 piedi (3 300 m) a 7 650 piedi (2 330 m). Flightradar24 riportò che l'aereo perse 10 000 piedi (3 000 m) di quota in meno di un minuto. L'aereo subì un ulteriore calo di 1 755 piedi (535 m) in soli sei secondi tra le 14:40:08 e le 14:40:18 UTC, seguito da un calo di 825 piedi (251 m) in due secondi, 2 725 piedi (831 m) in quattro secondi e 5 150 piedi (1 570 m) negli ultimi sette secondi. Durante questa fase di caduta l'aereo fece registrare una rapida variazione di velocità, che in pochi secondi prima diminuì e poi aumentò in una repentina successione. Secondo i dati a disposizione l'ultima altitudine registrata dell'aereo fu a quota 250 piedi (76 m) alle 14:40:27 UTC.  Il suo ultimo contatto con l'ATC avvenne alle 14:40. L'aereo precipitò nel Mar di Giava a 19 km dall'aeroporto Internazionale di Soekarno-Hatta, vicino all'isola di Laki. Da parte dell'equipaggio non furono diramate richieste di soccorso o di emergenza (come pan-pan o mayday) in nessun momento del volo. I funzionari dei trasporti indonesiani riportarono che l'aereo non seguì la rotta prestabilita.

## Ricerca e soccorso

La rotta del volo 182.

Il primo rapporto di un incidente aereo avvenuto vicino a Mille isole segnalato alle 14:30, quando un pescatore riferì che un velivolo si era schiantato in mare. Il reggente delle Mille isole, Junaedi, riferì che qualcosa era precipitato ed era esploso sull'isola di Laki.

Grafico con velocità (giallo) e altitudine (blu). Si nota un repentino incremento della velocità e una diminuzione dell'altitudine nel finale.

Il capo dell'agenzia nazionale indonesiana di ricerca e soccorso Bagus Puruhito riportò che il luogo dell'incidente si trovava a 11 miglia nautiche dall'aeroporto Internazionale di Soekarno-Hatta. Il personale di una nave del Ministero dei trasporti recuperò alcuni cadaveri, frammenti di indumenti, dispositivi elettronici e rottami nelle acque vicino a Mille isole, riportando inoltre di aver avvistato chiazze di carburante sulla superficie del mare. Le acque vicino al luogo dello schianto presentavano una profondità di circa 15-16 metri.
L'agenzia nazionale indonesiana di ricerca e soccorso (BASARNAS) inviò immediatamente personale sul luogo dell'incidente mentre la polizia nazionale indonesiana e il ministero dei trasporti istituirono centri di crisi rispettivamente nel porto di Tanjung Priok e all'aeroporto Internazionale di Giacarta-Soekarno-Hatta. La Marina indonesiana schierò una serie di navi per le operazioni di ricerca e soccorso, oltre a elicotteri e a personale del Kopaska, il reparto di sommozzatori.
L'Indonesian National Transportation Safety Committee (NTSC) riferì che avrebbe inviato la MV Baruna Jaya per assistere nelle operazioni. La nave in precedenza era stata coinvolta nelle ricerche di diversi incidenti aerei, tra cui il volo Lion Air 610 e il volo Indonesia AirAsia 8501.
Il 9 gennaio, la BASARNAS riferì che i segnali emessi dal trasmettitore di localizzazione di emergenza (ELT) dell'aereo non erano ancora stati rintracciati. La Marina indonesiana schierò sette navi e i sommozzatori del 1º Comando Regionale Navale per assistere le operazioni di ricerca. La Croce Rossa indonesiana dispiegò i propri volontari per il trasporto delle salme. I parenti delle vittime vennero accolti in alloggi forniti da Sriwijaya Air. Il 9 gennaio il personale di ricerca, impegnato nelle acque vicino a Lancang Island, recuperò diversi componenti del velivolo tra cui lo scivolo di emergenza.
Il 10 gennaio 2021, il ministro dei trasporti Budi Karya Sumadi, insieme al comandante delle forze armate nazionali indonesiane Hadi Tjahjanto, si recarono presso la zona di ricerca a bordo della nave KRI John Lie 358 per monitorare le operazioni. Hadi Tjahjanto dichiarò in seguito che i segnali emessi dai dispositivi di emergenza dell'aereo erano stati rilevati dalle forze navali. La Marina indonesiana annunciò che erano state individuate le esatte coordinate del luogo dell'incidente. Un totale di 192 membri del personale delle forze di polizia venne dispiegato per assistere le operazioni di ricerca e soccorso. In totale, al 10 gennaio, più di 10 navi erano occupate nella ricerca del relitto. Nel pomeriggio dello stesso giorno venne recuperata una delle turbine dell'aereo. La maggior parte dei resti venne localizzata una profondità di 17-23 metri. Le dimensioni dei detriti e la loro posizione permisero agli inquirenti di affermare che l'aereo aveva subìto un impatto ad alta velocità. Successivamente, le autorità identificarono un segnale dall'ELT dell'aereo. Tra i detriti recuperati c'erano parti delle ruote dell'aereo, una lamiera di acciaio blu e pantaloni rosa di un bambino. La nave di ricerca KRI Rigel riuscì a captare segnali emessi dai registratori di volo dell'aereo, a 200 metri l'uno dall'altro. Lo stesso giorno, l'NTSC confermò che erano stati identificati più detriti, tra cui un portellone dell'aereo, il GPWS, il radioaltimetro e una parte dell'impennaggio dell'aereo. L'NTSC riferì di aver individuato la posizione di entrambe le scatole nere e che i sommozzatori avevano iniziato le operazioni di recupero.
L'11 gennaio, la BASARNAS ha dichiarò che l'obiettivo principale delle operazioni di ricerca e soccorso era diventato recuperare i registratori di volo dell'aereo dal fondo del mare; si sospettava che entrambi fossero sepolti sotto il relitto. Circa 2.600 membri del personale vennero coinvolti nelle operazioni di ricerca, con più di 50 navi e 13 aerei. Un forte temporale che imperversava la zona rese difficoltoso il lavoro dei sommozzatori. Una prima identificazione dei cadaveri venne eseguita dalla polizia utilizzando l'Indonesia Automatic Finger Print Identification System (INAFIS). La BASARNAS schierò un ROV sul luogo dell'incidente per cercare i registratori di volo.
Il 12 gennaio, il governo indonesiano chiese aiuto al governo sudcoreano per le operazioni di recupero. Questi, attraverso il Centro di ricerca sulla cooperazione tecnologica marina Corea-Indonesia (MTCRC), rispose che avrebbe schierato navi da ricerca e rilevatori subacquei e si sarebbe unita alle attività di ricerca. Alle 16:00 venne recuperato il registratore dei dati di volo dalle squadre del KOPASKA e dalla nave Armada 1 della Marina indonesiana. Venne inviato al JICT 2 a Tanjung Priok, dove fu sottoposto a un'ulteriore ispezione.
Il 13 gennaio, gli investigatori comunicarono che i dati di volo erano stati correttamente estratti dal Flight data recorder, contenente più di 300 parametri dei 18 voli precedenti. Una delegazione composta da 3 membri del National Transportation Safety Board degli Stati Uniti d'America si unì alle indagini in conformità con l'annesso 13 stabilito dall'ICAO.
Il 21 gennaio, le operazioni furono dichiarate ufficialmente concluse. La BASARNAS consegnò alle autorità 324 sacchi con resti umani, 68 piccoli detriti, 55 grandi detriti, FDR e parti del CVR (senza il modulo di memoria) per l'ulteriore elaborazione e identificazione. Il KNKT iniziò la ricerca del modulo di memoria ancora mancante del CVR; durante lo schianto, infatti, il modulo si era probabilmente staccato dal rilevatore subacqueo, rendendo le ricerche ancora più difficili.
Il 30 marzo, quasi 3 mesi dopo l'incidente, BASARNAS riuscì a recuperare il componente CVR mancante utilizzando una draga a tramoggia, a una profondità di 14 metri.

## Le indagini

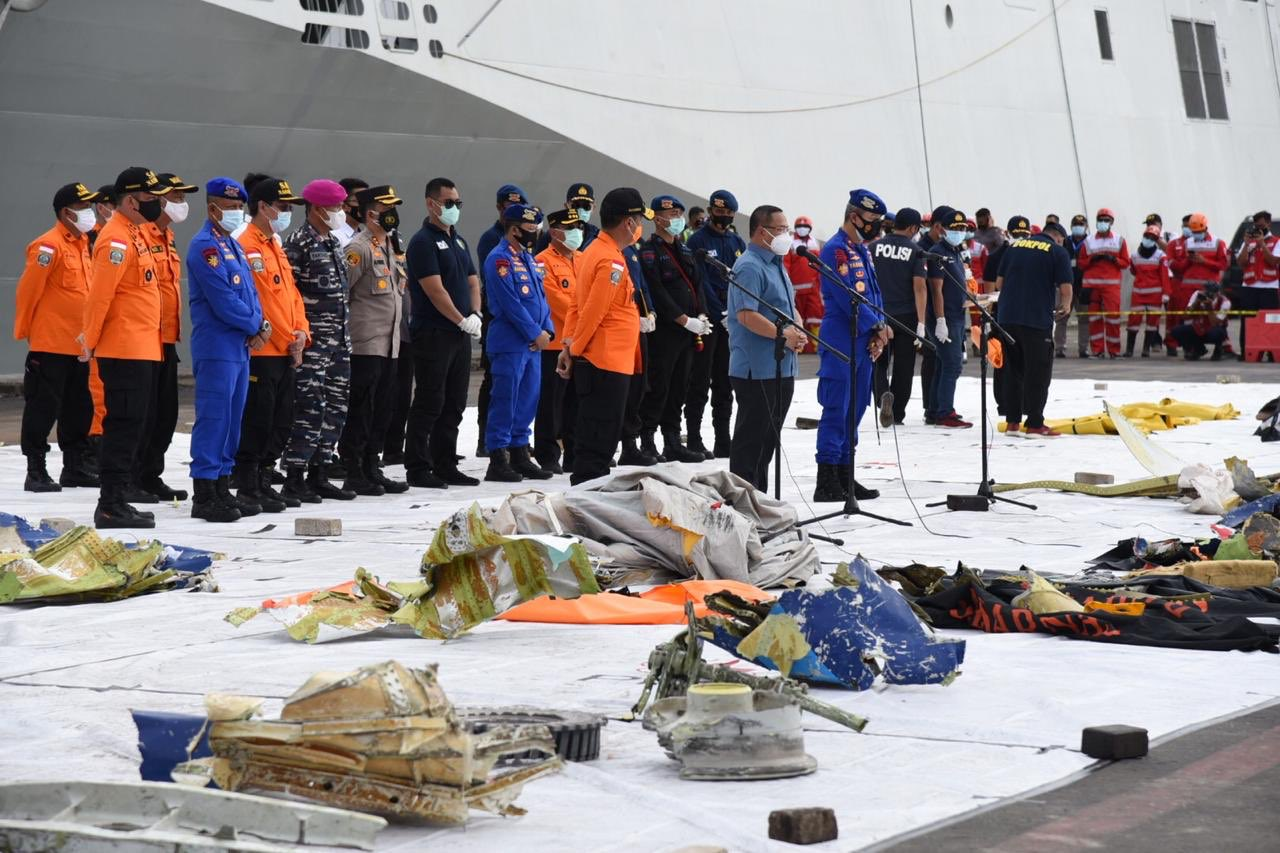
I detriti recuperati dal mare.

Gli inquirenti iniziarono le indagini per chiarire le cause che avevano portato all'incidente. Venne appurato che l'aereo, partito dall'aeroporto Internazionale Soekarno-Hatta di Giacarta, era stato autorizzato a salire a 29 000 piedi (8 800 m). Durante questa fase, il volo era uscito quasi immediatamente dalla rotta prestabilita dirigendosi verso nord-ovest. L'ATC aveva chiesto informazioni all'equipaggio, tuttavia, pochi secondi dopo, il Boeing era sparito dal radar.
Il direttore della Sriwijaya Air affermò che l'aereo era idoneo al volo e che fosse in possesso di tutti i requisiti necessari, nonostante fosse in servizio da 26 anni. Secondo le prime ricostruzioni il ritardo di 30 minuti occorso alla partenza pareva essere dovuto al maltempo, in particolare a una forte pioggia, piuttosto che a un guasto meccanico. In risposta, l'NTSC dichiarò che si sarebbe coordinato con la Meteorology, Climatology, and Geophysical Agency (BMKG) per verificare se le condizioni meteorologiche nell'area di Giacarta potessero costituire effettivamente un problema. Venne dichiarato inoltre che l'aereo aveva sostenuto tutti gli interventi manutentivi previsti, rimanendo in particolare negli hangar della Sriwijaya Air tra il 23 marzo e il 23 ottobre 2020.
Il 10 gennaio 2021, l'NTSC estrapolò la traiettoria di volo dell'aereo dai dati forniti radar e dagli interrogatori sostenuti con il controllore del traffico aereo. Gli investigatori recuperarono anche la trascrizione della comunicazione tra i piloti e l'ATC.

### Condizioni meteorologiche
L'analisi dell'Istituto Nazionale di Aeronautica e Spazio (LAPAN) mostrò che al momento dell'incidente non erano presenti condizioni meteorologiche estreme. Le immagini satellitari recuperate non mostrarono condizioni meteorologiche anormali in quelle ore. Il LAPAN affermò che un sistema meso-convettivo si era formato vicino al Mar di Giava alle 11:00, ma, quando il volo 182 era decollato, il fenomeno si era già dissipato. I dati meteorologici recuperati dal BMKG, tuttavia, confermarono la presenza di precipitazioni da moderate a intense con lampi e tuoni. I dati mostravano inoltre che un cumulonembo alto 15 km era presente intorno all'aeroporto Internazionale di Soekarno-Hatta con la temperatura minima della base della nube a -70 °C, suggerendo che l'aereo potesse aver incontrato turbolenze. La visibilità era di 2 km.

### Problemi di manutenzione
Secondo la rivista indonesiana Tempo, fonti vicine alla commissione investigativa rivelarono che l'aereo coinvolto nell'incidente aveva avuto un problema ricorrente all'automanetta per almeno un mese, sebbene l'NTSC avesse dichiarato che non disponeva ancora dei dati di manutenzione. Secondo una persona vicina alle indagini, l'automanetta avrebbe prodotto maggiore spinta in uno dei due motori durante il volo e se i piloti non avessero effettuato alcuna manovra correttiva ci sarebbe stata la possibilità di causare una brusca virata dell'aereo con una conseguente discesa. Il 22 gennaio venne confermato che diversi giorni prima del volo un equipaggio della compagnia aveva segnalato un malfunzionamento dell'automanetta. Tuttavia, l'aereo poteva volare anche con il sistema guasto, a patto che gli equipaggi fossero al corrente del problema.
L'indagine si concentrò sul difetto al sistema che gestiva l'automanetta, confermato da diversi parametri dell'FDR. L'NTSC inviò 13 componenti del sistema dell'automanetta velivolo negli Stati Uniti e nel Regno Unito per ulteriori analisi.
Il registro di manutenzione dell'aereo evidenziò come fossero emersi problemi all'indicatore di velocità e che questo era stato sostituito il 4 gennaio; un'avaria analoga accorse al sistema dell'automanetta che venne riparato il 5 gennaio. Tuttavia, il giorno dell'incidente il problema si ripresentò durante la salita iniziale a 10 000 piedi (3 000 m), quando l'automanetta iniziò a retrarre gradualmente la leva del motore sinistro per diminuire la potenza, mentre quella del motore destro era rimasta al suo posto. Poco dopo, l'aereo cominciò a rollare verso sinistra con un angolo superiore a 45°, causando la disattivazione del pilota automatico e dell'automanetta.

### Rapporto finale
Il rapporto finale venne pubblicato il 10 novembre 2022. Gli investigatori conclusero che l'incidente era stato causato da un'impostazione asimmetrica della spinta dei motori dovuta a un sistema di gestione dell'automanetta difettoso. Inoltre, il Cruise Thrust Split Monitor (CTSM), che avrebbe dovuto disattivare automaticamente l'automanetta in seguito alla spinta asimmetrica, non era entrato in funzione, probabilmente a causa di un guasto ai sensori, facendo aumentare l'asimmetria di potenza dei due motori al punto che le correzioni del pilota automatico non erano più sufficienti a mantenere livellato l'aereo. Il velivolo aveva iniziato ad inclinarsi verso sinistra (invece di effettuare la virata a destra come richiesto dall'equipaggio al pilota automatico) facendo attivare l'allarme di angolo di rollio eccessivo. Questo colse di sorpresa i piloti, i quali fino a quel momento non si erano accorti del problema dell'automanetta né dell'eccessiva inclinazione del velivolo; il comandante, credendo che l'aereo stesse ancora virando verso destra come previsto dalla rotta, reagì inizialmente dando comandi a sinistra. Questa azione fece disattivare il pilota automatico, che intanto stava cercando di porre resistenza alla spinta asimmetrica, incrementando l'inclinazione del velivolo e portandolo a 49° verso sinistra, con conseguente ripida discesa. I piloti, confusi dall'improvvisa catena di eventi e dai numerosi allarmi in cabina, non riuscirono a recuperare il controllo del velivolo e quando il comandante si rese conto della posizione delle manette e le riportò in posizione allineata, fu ormai troppo tardi.
Il rapporto aggiunse che l'inadeguato addestramento dei piloti contribuì all'incidente.

## Conseguenze
Subito dopo l'incidente, la compagnia di assicurazioni statale Jasa Raharja ha annunciato che avrebbe risarcito i parenti dei passeggeri e dei membri dell'equipaggio a bordo del volo 182. Ogni parente prossimo del defunto riceverebbe 50 milioni di rupie (3.740 dollari USA). Il fornitore di servizi di telecomunicazione di proprietà statale Telkomsel ha annunciato che avrebbe fornito supporto per le telecomunicazioni per l'operazione di ricerca e soccorso, mentre la Croce Rossa indonesiana ha fornito supporto psicosociale ai parenti.
Delegazioni della Camera dei rappresentanti dell'Indonesia hanno visitato il centro operativo di Tanjung Priok. Successivamente hanno annunciato che la Camera avrebbe tenuto colloqui con il Ministero dei Trasporti in merito all'incidente. Successivamente è stata ordinata una valutazione completa su ogni aereo di linea in Indonesia. Durante la sessione plenaria della Camera dei rappresentanti del 2021, si è svolta una preghiera per le vittime dell'incidente.
Il ministro degli Affari sociali Tri Rismaharini ha visitato uno dei centri di crisi dell'aeroporto Internazionale di Soekarno-Hatta per verificare le condizioni dei parenti. In seguito, ha chiesto che questi fossero trasferiti in un luogo vicino all'ospedale di Kramat Jati per un più facile accesso, nel caso fossero stati chiamati dalla polizia per identificare le vittime e per recuperare ulteriori informazioni.
Il reggente delle Mille Isole, Junaedi, ha dichiarato che farà costruire un monumento dedicato alle vittime del volo 182 sull'isola di Lancang.